# Castelo de Beaumont-sur-Oise

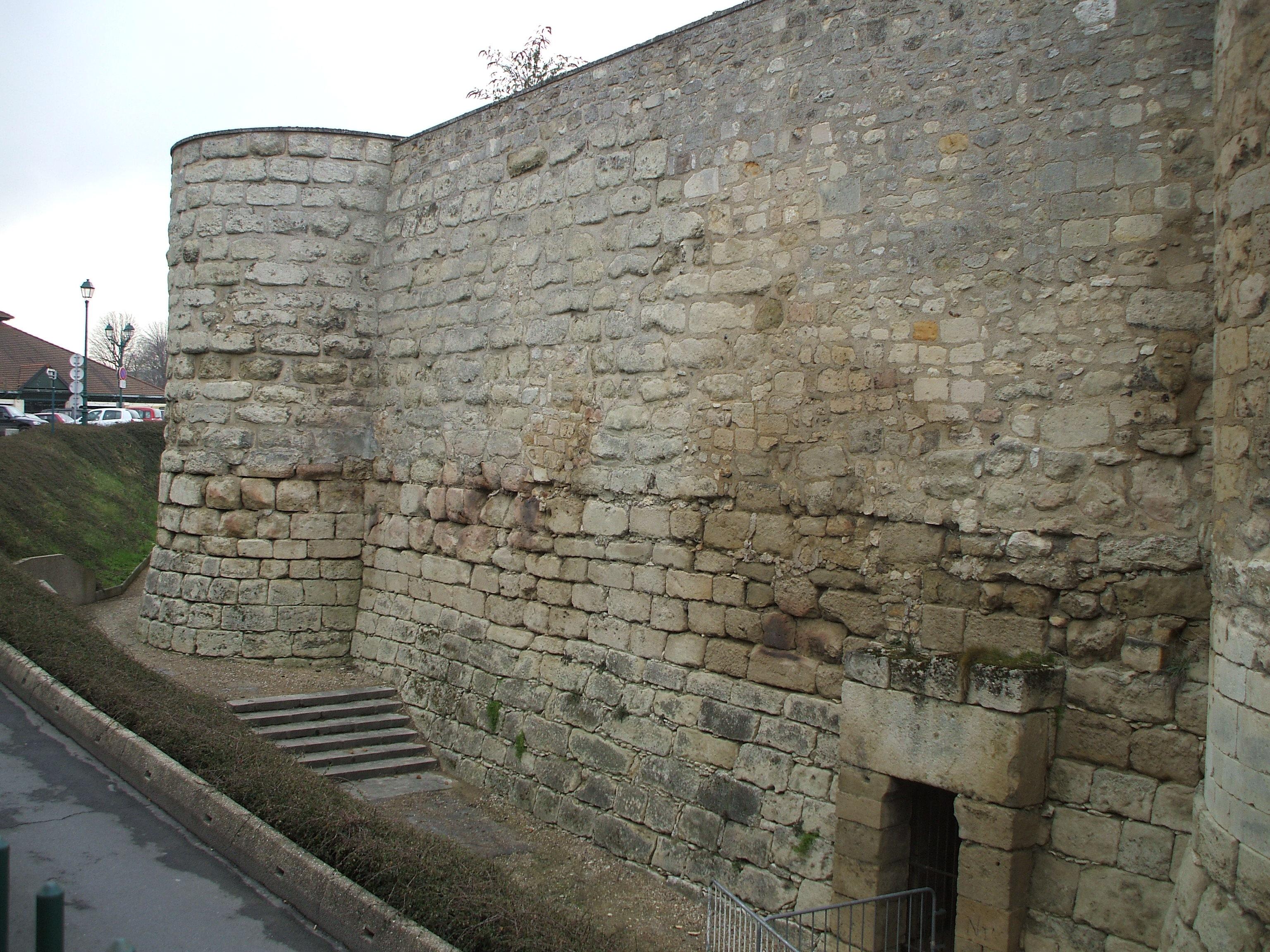
Parede do castelo

O Château de Beaumont-sur-Oise é um castelo medieval em ruínas na comuna de Beaumont-sur-Oise, no Val-d'Oise departamento da França.
Na época da Revolução Francesa, o castelo foi destruído e depois vendido como um bem nacional.
As paredes foram limpas e restauradas em 1997.
Escavações arqueológicas realizadas a partir de 1984  revelaram a existência de um mosteiro do século XI.
O castelo é propriedade da comuna . Ele foi classificado desde 1992 como um monumento histórico pelo Ministério da Cultura da França .